# 東哈勒爾蓋地區
東哈勒爾蓋地區（Misraq Hararghe Zone）是埃塞俄比亞奧羅米亞州的12個地區之一，面積24,900.21平方公里，南西面是謝貝利河，西面接壤西哈勒爾蓋地區，東面是索馬里州。根據埃塞俄比亞中央統計局2005年的資料，東哈勒爾蓋人口約2,555,635，其中男性1,298,104人，女性1,257,531人，6.9%居民住在市區，人口密度為每平方公里102.64人。